# Assiminea cienegensis
Assiminea cienegensis es un molusco gasterópodo de la familia Assimineidae, endémico de la cuenca de Cuatro Ciénegas, Coahuila. Se distingue de otros caracoles del género Assiminea de Norteamérica por su concha más amplia y de menor longitud. Tiene una morfología similar a Assiminea pecos, del cual puede distinguirse por una coloración más débil del pie y de la cabeza, así como por la presencia de un pigmento oscuro a lo largo del osfradio.

## Descripción
Concha muy pequeña, generalmente menor a 2 mm de longitud. Protoconcha con 1.6 vueltas, ligeramente convexas y lisas. Teleoconcha con 2.5 a 3.5 vueltas moderadamente convexas y de hombros angostos. Presenta una sutura medianamente impresa. La escultura muestra líneas de crecimiento y ocasionalmente, cordones espirales débiles en las últimas vueltas. El color de la concha varía de blanco a claro, con el periostraco color ámbar. La abertura es amplia, piriforme; el labio exterior es delgado, ligeramente prosoclino y sinuoso. Labio parietal curveado, ampliamente adnado; labio columelar grueso, curvado, cubriendo parcialmente la región umbilical. Ombligo abierto.

## Distribución
Este caracol se distribuye en la cuenca de Cuatro Ciénegas. La localidad tipo se ubica a 2.5 km al norte de Poza de la Becerra. Se ha sugerido que también puede habitar al oeste y este de la cuenca del Río Salado, aunque no se han colectado ejemplares vivos.

## Hábitat
La especie se colectó en zonas donde el agua subterránea se encontraba muy próxima a la superficie, junto a pequeñas aglomeraciones de juncos situados en las orillas de montículos ligeramente elevados. Los especímenes fueron menos comunes en las zonas de vegetación riparia ubicada a lo largo de riachuelos.